# Stefanie Rothweiler
Stefanie Rothweiler (Immenstadt, 28 de julio de 1979) es una deportista alemana que compitió en vela en la clase 470. Ganó dos medallas de oro en el Campeonato Europeo de 470, en los años 2006 y 2007.

## Palmarés internacional
| \| Campeonato Europeo \| Campeonato Europeo \| Campeonato Europeo \| Campeonato Europeo \| \| Año \| Lugar \| Medalla \| Clase \| \| ------------------ \| ---------------------- \| ------------------ \| ------------------ \| \| 2006 \| Balatonfüred (Hungría) \| Medalla de oro \| 470 \| \| 2007 \| Salónica (Grecia) \| Medalla de oro \| 470 \| |                        |                |       |
| Campeonato Europeo |                        |                |       |
| Año | Lugar                  | Medalla        | Clase |
| 2006 | Balatonfüred (Hungría) | Medalla de oro | 470   |
| 2007 | Salónica (Grecia)      | Medalla de oro | 470   |